# マックス・モロフ
マックス・アンソニー・モロフ（Max Anthony Moroff, 1993年5月13日 - ）は、アメリカ合衆国フロリダ州オレンジ郡ウィンターパーク出身のプロ野球選手（内野手）。右投両打。現在は、フリーエージェント（FA）。愛称はマックスウェル（Maxwell）。

## 経歴

### プロ入りとパイレーツ時代
2012年のMLBドラフト16巡目（全体496位）でピッツバーグ・パイレーツから指名され、プロ入り。契約後、傘下のルーキー級ガルフ・コーストリーグ・パイレーツでプロデビュー。23試合に出場して打率.343、1本塁打、7打点、7盗塁を記録した。
2013年はA級ウェストバージニア・パワーでプレーし、115試合に出場して打率.233、8本塁打、48打点、8盗塁を記録した。
2014年はA+級ブレイデントン・マローダーズでプレーし、130試合に出場して打率.244、1本塁打、50打点、21盗塁を記録した。
2015年AA級アルトゥーナ・カーブでプレーし、136試合に出場して打率.293、7本塁打、51打点、17盗塁を記録した。オフの11月20日に40人枠入りした。
2016年は開幕からAAA級インディアナポリス・インディアンスでプレー。7月31日にメジャー初昇格を果たし、同日のミルウォーキー・ブルワーズ戦でメジャーデビュー。2試合に出場後、8月4日にAAA級インディアナポリスへ降格した。この年AAA級インディアナポリスでは133試合に出場して打率.230、8本塁打、45打点、9盗塁を記録した。
2017年はメジャーでの出場が56試合に増え、打率.200、3本塁打、21打点を記録した。また、7月19日のブルワーズ戦では延長10回裏にサヨナラ安打を放っている。
2018年は26試合に出場して打率.186、3本塁打、9打点を記録した。

### インディアンス時代
2018年11月14日にエリック・ゴンザレス、ターナジ・トーマス、ダンテ・メンドーサとのトレードで、ジョーダン・ルプロウと共にクリーブランド・インディアンスへ移籍した。
2019年5月5日にDFAとなり、11日にマイナー契約で傘下のAAA級コロンバス・クリッパーズへ配属された。オフの11月4日にFAとなった。

### メッツ傘下時代
2019年12月5日にニューヨーク・メッツとマイナー契約を結び、2020年のスプリングトレーニングに招待選手として参加することになった。
だが、2020年は新型コロナウイルスの影響でマイナーリーグの試合が開催されず、メジャーにも昇格しなかったため、公式戦の出場は無かった。オフの11月2日にFAとなった。

### カージナルス時代
2020年12月15日にセントルイス・カージナルスとマイナー契約を結び、2021年のスプリングトレーニングに招待選手として参加することになった。
2021年は開幕をAAA級メンフィス・レッドバーズで迎えた。5月14日にポール・デヨングの故障者リスト入りに伴い、メジャー契約を結んでアクティブ・ロースター入りした。しかし、約2週間後の29日に左肩を痛めて、10日間の故障者リスト入りし、更に6月17日に60日間に延長され、オフの11月5日にウェイバー公示となり、7日にFAとなった。

### カージナルス退団後
2022年はどのチームにも所属しなかったため、公式戦への出場は無かった。

## 詳細情報

### 年度別打撃成績
| 年 度    | 球 団    | 試 合 | 打 席 | 打 数 | 得 点 | 安 打 | 二 塁 打 | 三 塁 打 | 本 塁 打 | 塁 打 | 打 点 | 盗 塁 | 盗 塁 死 | 犠 打 | 犠 飛 | 四 球 | 敬 遠 | 死 球 | 三 振 | 併 殺 打 | 打 率 | 出 塁 率 | 長 打 率 | O P S |
| -------- | -------- | ----- | ----- | ----- | ----- | ----- | -------- | -------- | -------- | ----- | ----- | ----- | -------- | ----- | ----- | ----- | ----- | ----- | ----- | -------- | ----- | -------- | -------- | ----- |
| 2016     | PIT      | 2     | 2     | 2     | 0     | 0     | 0        | 0        | 0        | 0     | 0     | 0     | 0        | 0     | 0     | 0     | 0     | 0     | 2     | 0        | .000  | .000     | .000     | .000  |
| 2017     | PIT      | 56    | 140   | 120   | 19    | 24    | 4        | 1        | 3        | 39    | 21    | 0     | 1        | 1     | 1     | 16    | 0     | 2     | 43    | 0        | .200  | .302     | .325     | .627  |
| 2018     | PIT      | 26    | 67    | 59    | 11    | 7     | 1        | 0        | 3        | 21    | 9     | 0     | 0        | 0     | 0     | 7     | 1     | 1     | 24    | 0        | .186  | .284     | .356     | .640  |
| 2019     | CLE      | 20    | 35    | 32    | 3     | 4     | 1        | 0        | 1        | 8     | 4     | 1     | 0        | 1     | 0     | 2     | 0     | 0     | 16    | 0        | .125  | .176     | .250     | .426  |
| 2021     | STL      | 6     | 16    | 16    | 0     | 1     | 0        | 0        | 0        | 1     | 1     | 0     | 0        | 0     | 0     | 0     | 0     | 0     | 10    | 0        | .063  | .063     | .063     | .125  |
| MLB：5年 | MLB：5年 | 110   | 260   | 229   | 29    | 40    | 6        | 1        | 7        | 69    | 35    | 1     | 1        | 2     | 1     | 25    | 1     | 3     | 95    | 0        | .175  | .264     | .301     | .565  |

- 2022年度シーズン終了時

### 年度別守備成績
| 年 度 | 球 団 | 二塁（2B） | 二塁（2B） | 二塁（2B） | 二塁（2B） | 二塁（2B） | 二塁（2B） | 三塁（3B） | 三塁（3B） | 三塁（3B） | 三塁（3B） | 三塁（3B） | 三塁（3B） | 遊撃（SS） | 遊撃（SS） | 遊撃（SS） | 遊撃（SS） | 遊撃（SS） | 遊撃（SS） |
| 年 度 | 球 団 | 試 合      | 刺 殺      | 補 殺      | 失 策      | 併 殺      | 守 備 率   | 試 合      | 刺 殺      | 補 殺      | 失 策      | 併 殺      | 守 備 率   | 試 合      | 刺 殺      | 補 殺      | 失 策      | 併 殺      | 守 備 率   |
| ----- | ----- | ---------- | ---------- | ---------- | ---------- | ---------- | ---------- | ---------- | ---------- | ---------- | ---------- | ---------- | ---------- | ---------- | ---------- | ---------- | ---------- | ---------- | ---------- |
| 2017  | PIT   | 28         | 34         | 45         | 0          | 16         | 1.000      | 6          | 2          | 8          | 0          | 3          | 1.000      | 16         | 13         | 42         | 0          | 4          | 1.000      |
| 2018  | PIT   | 17         | 18         | 21         | 1          | 6          | .975       | -          | -          | -          | -          | -          | -          | 6          | 4          | 10         | 0          | 3          | 1.000      |
| 2019  | CLE   | 10         | 7          | 7          | 0          | 1          | 1.000      | 2          | 1          | 2          | 0          | 0          | 1.000      | 10         | 6          | 10         | 0          | 2          | 1.000      |
| 2021  | STL   | 4          | 6          | 7          | 0          | 3          | 1.000      | 1          | 0          | 2          | 1          | 0          | .667       | -          | -          | -          | -          | -          | -          |
| MLB   | MLB   | 59         | 65         | 80         | 1          | 26         | .993       | 9          | 3          | 12         | 1          | 3          | .938       | 32         | 23         | 62         | 0          | 9          | 1.000      |

- 2021年度シーズン終了時

### 背番号
- 38（2016年、2018年）
- 62（2017年）
- 26（2019年）
- 67（2021年）